# 南里岳镇
南里岳镇，是中华人民共和国河北省邯郸市曲周县下辖的一个镇，原名南里岳乡，2022年12月撤乡设镇。

## 行政区划
南里岳镇下辖以下地区：
永胜村、南里岳村、义和村、太平村、顺义村、方张庄村、大连寨村、武宋庄村、张西头村、北马店村、张屯村、振清寨村、常刘庄村、小连寨村、小王庄村、起镇村、封庄村、封台村、杨军寨村、刘大寨村、东里岳村、王胡庄村、马兰村、炒寨村、北里岳村、安上村和史寨村。